# Kazimierz Zimny
Kazimierz Franciszek Zimny (Tczew, 4 de junio de 1935 - 30 de junio de 2022) fue un atleta polaco, especializado en la prueba de 5000 m en la que llegó a ser medallista de bronce olímpico en 1960.

## Carrera deportiva
En los JJ. OO. de Roma 1960 ganó la medalla de bronce en los 5000 metros, con un tiempo de 13:44.8 segundos, llegando a meta tras el neozelandés Murray Halberg (oro) y el alemán Hans Grodotzki (plata).